# Frank Williams (skådespelare)
Frank John Williams, född 2 juli 1931 i London, död 26 juni 2022, var en brittisk skådespelare, mest känd i rollen som kyrkoherden Timothy Farthing i David Crofts sitcomserie Krutgubbar (Dad's Army, 1968–1977) och biskopen Charles i Crofts andra sitcomserie You Rang, M'Lord? (1988–1993).